# Sermange
Sermange é uma comuna francesa na região administrativa de Borgonha-Franco-Condado, no departamento de Jura. Estende-se por uma área de 7,07 km². Em 2010 a comuna tinha 243 habitantes (densidade: 34,4 hab./km²).